# Vrhpolje, Vipava
Vrhpolje este o localitate din comuna Vipava, Slovenia, cu o populație de 568 de locuitori.